# Bosebo
Bosebo är kyrkby i Bosebo socken i Gislaveds kommun i Jönköpings län belägen väster om Gislaved. 
I byn ligger Bosebo kyrka.